# 阿尔达拉
阿尔达拉（義大利語：Ardara），是意大利萨萨里省的一个市镇。总面积38.07平方公里，人口822人，人口密度21.6人/平方公里（2009年）。ISTAT代码为090005。